# 柳裘
柳 裘（りゅう きゅう、生没年不詳）は、中国の南北朝時代から隋にかけての政治家。字は茂和。本貫は河東郡解県。

## 経歴
梁の太子舎人・義興郡太守の柳明（柳惔の子）の子として生まれた。梁に仕えて尚書郎・駙馬都尉を歴任した。承聖3年（554年）、梁の元帝が西魏軍に迫られると、柳裘を派遣して西魏に請和を打診させた。江陵が陥落すると、柳裘はやむなく関中に入った。北周の明帝・武帝のとき、麟趾学士・太子侍読を歴任し、昌楽県侯に封ぜられた。後に天官府都上士に任ぜられた。
宣政元年（578年）、宣帝が即位すると、儀同三司の位を受け、爵位は公に進み、御飾大夫に転じた。大象2年（580年）5月、宣帝が病に伏せると、柳裘は禁中にとどまり、劉昉・韋謩・皇甫績らとはかって、北周の国政と軍事の全てを楊堅に統轄させようとした。楊堅は受けようとしなかったが、柳裘は「機を失ってはいけません。天の与えるものを取らなければ、かえってその咎めを受けます。引き延ばせば、後悔をまぬかれません」と強く勧めたので、楊堅は受け入れた。柳裘は上開府の位に進み、内史大夫に任ぜられ、機密を委ねられた。
6月、尉遅迥が乱を起こすと、并州総管の李穆が態度を明らかにしていなかったので、楊堅は柳裘を派遣して説得させた。柳裘が李穆に会って利害を説くと、李穆は喜んで楊堅につくことを決めた。司馬消難が安陸で乱を起こすと、また柳裘は説得に向かったが、到着しないうちに司馬消難は陳に亡命した。楊堅は柳裘に命じて淮南の治安を安定させた。
開皇元年（581年）、隋が建国されると、柳裘は大将軍に進み、許州刺史に任ぜられた。また曹州刺史に転じた。文帝（楊堅）は、柳裘の功績を思って、秩禄を加えるために召しだそうとしたが、冬であるということで中止された。まもなく柳裘は死去し、文帝はこれを悼んだ。諡を安といった。
子の柳恵童が後を嗣いだ。

## 伝記資料
- 『隋書』巻38 列伝第3
- 『北史』巻74 列伝第62